# Taurochenodeossicolato 6alfa-idrossilasi
La taurochenodeossicolato 6alfa-idrossilasi è un enzima appartenente alla classe delle ossidoreduttasi, che catalizza la seguente reazione:
taurochenodeossicolato + NADPH + H+ + O2 ⇄ taurocolato + NADP+ + H2O
litocolato + NADPH + H+ + O2 ⇄ iodeossicolato + NADP+ + H2O
L'enzima è una proteina eme-tiolata (P-450). Richiede citocromo b5 per l'attività massima. Agisce sul taurochenodeossicolato, taurodeossicolato e meno sul litocolato e sul chenodeossicolato. Nel maiale adulto (Sus scrofa), l'acido iocolico rimpiazza l'acido colico come acido biliare primario.
Si tratta dell'enzima maggiormente coinvolto nella degradazione dei farmaci che è responsabile della farmaco resistenza in sede tumorale coniugato con P-pg (glicoproteina P la principale del complesso APC).
Alcuni farmaci hanno una funzione inibitrice forte sul CYP3A come per esempio la claritromicina e l'itraconazolo, altri farmaci sono inibitori moderati come il fluconazolo facendo così aumentare le concentrazioni plasmatiche di altri farmaci che vengono inattivati attraverso il CYP3A. Invece gli induttori come ad esempio la rifampicina e la carbamazepina riducono le concentrazioni plasmatiche di altri farmaci i quali vengono inattivati dal CYP3A. 